# Feldobott kö
Feldobott kő è un film del 1969 diretto da Sándor Sára.